# Xenochroma roseilinea
Xenochroma roseilinea är en fjärilsart som beskrevs av Louis Beethoven Prout 1938. Xenochroma roseilinea ingår i släktet Xenochroma och familjen mätare. Inga underarter finns listade i Catalogue of Life.